# جان فرنچ
جان فرنچ (انگلیسی: Jon French؛ زادهٔ ۲۵ سپتامبر ۱۹۷۶) بازیکن فوتبال اهل بریتانیا است.
از باشگاه‌هایی که در آن بازی کرده‌است می‌توان به باشگاه فوتبال بریستول راورز، باشگاه فوتبال هال سیتی، باشگاه فوتبال وستون سوپر مار، و باشگاه فوتبال بلکپول اشاره کرد.